# Pseudocotalpa
Pseudocotalpa é um género de escaravelho (invertebrado) da família Scarabaeidae.
Este género contém as seguintes espécies:
- Pseudocotalpa andrewesi Hardy, 1971
- Pseudocotalpa giulianii Hardy, 1974
- Pseudocotalpa sonorica Hardy, 1974